# Gustavsberg
Gustavsberg – miejscowość (tätort) w Szwecji, w regionie administracyjnym (län) Sztokholm, w gminie Värmdö.
Według danych Szwedzkiego Urzędu Statystycznego liczba ludności wyniosła: 20 774 (31 grudnia 2015), 23 467 (31 grudnia 2018) i 23 972 (31 grudnia 2019).